# Geodatarådet
Geodatarådet är utsett av Sveriges regering att hantera frågor som berör geodata.
Regeringen utsåg 26 juni 2006 ledamöter i Geodatarådet och gav samtidigt rådet i uppdrag att utarbeta en nationell strategisk plan för den samlade informationsförsörjningen inom geodataområdet.
Regeringen har tillsatt Geodatarådet för att bereda frågor som rör Lantmäteriets samordningsroll för produktion, samverkan och utveckling inom området geografisk information och fastighetsinformation. Rådet ska:
- Medverka i arbetet med en nationell geodatastrategi för den samlade informationsförsörjningen inom geodataområdet
- Behandla frågor av principiellt och gemensamt nationellt intresse inom geodataområdet
- Bidra till utvecklingen av den nationella och internationella infrastrukturen inom området genom att exempelvis stödja tillämpningen av standarder
- Medverka till ökad samordning mellan berörda myndigheter i frågor rörande informationsutveckling och tillhandahållande av information
- Medverka till samordningen av infrastrukturen för utbyte och tillgång till geodata.

Geodatarådet har nitton ledamöter utöver Lantmäteriets generaldirektör, som är ordförande. Ledamöterna kommer från Boverket, Försvarsmakten, Havs- och Vattenmyndigheten, Kristianstads kommun, Lunds Universitet, Länsstyrelsen (Värmland), Myndigheten för samhällsskydd och beredskap (MSB), Naturvårdsverket, Rymdstyrelsen, Skogsstyrelsen, Sjöfartsverket, Statens Geotekniska Institut (SGI), Statistiska centralbyrån (SCB), Sveriges Geologiska Undersökning (SGU), Sveriges Kommuner och Regioner  (SKR) , Sveriges Lantbruksuniversitet (SLU) , SMHI Riksantikvarieämbetet (RAÄ) och Trafikverket.